# Eduard Boëtius
Eduard Boëtius (1910 på Før – 7. november 2002 Scullebi ved Rendsborg) var en af de sidst overlevende fra LZ 129 Hindenburg-katastrofen 6. maj 1937 i Lakehurst, New Jersey, USA.
Han blev kendt i den danske offentlighed, da han 26. maj 2001 som 91-årig gæstede Zeppelin- & Garnisonsmuseum Tønder og gav et 25 minutters interview til TV Syd, hvorefter han holdt et eksklusivt foredrag om sit liv for 150 fremmødte i ECCO Center Tønder.

## Livshistorie
Boëtius var fra begyndelsen af 1930'erne matros på forskellige skibe, bl.a. den store 4-mastede bark Peking, som han 6 gange sejlede rundt om Kap Horn med. Skibet findes endnu i New York som museumsskip.
Under sin navigationsuddannelse i Hamborg blev han gjort bekendt med luftskibsfarten og søgte ind ved Deutsche Zeppelin-Reederei, hvor han i maj 1936 blev aspirant og fløj sin første tur ombord på LZ 127 Graf Zeppelin fra Frankfurt til Friedrichshafen.
For at fuldføre uddannelsen som luftskipper gik han dernæst ombord på LZ 129 Hindenburg og udførte med dette luftskib de næste 11 måneder talrige ture til Syd- og Nordamerika.
På Hindenburgs sidste rejse fra San Francisco via New York til Lakehurst fungerede han som navigatør, men overtog kort før brandens udbrud styringen af højderoret som han i førergondolen, da zeppelineren med næsen opad i en vinkel af 45 grader styrtede mod jorden, klamrede sig til.
Fra 2,5 meters højde sprang han og et par andre kolleger ud af gondolen uskadt, men de indså infernoets omfang og opdagede flere mennesker ombord, som de nåede at redde ud fra gondolens promenadedæk.
For sin heltedåd modtog Boëtius senere en redningsmedalje med et bevis, signeret af Adolf Hitler personligt.
Efter ulykken fortsatte han med at arbejde for Deutsche Zeppelin-Reederei om bord på luftskibet Z 130 Graf Zeppelin II og blev 1939 indkaldt til den tyske krigsmarine. Som kaptajn på et ombygget hvalfangerskib overlevede han i norsk farvand, at skibet blev sænket af en sovjetisk ubåd.